# Classe Voltigeur
La classe Voltigeur  fut la huitième classe de contre-torpilleurs (en anglais destroyers) construite pour la Marine nationale française entre 1908 et 1911. Elle fut réalisée sur les chantiers navals français de Nantes et Bordeaux. Les deux navires furent utilisés durant la Première Guerre mondiale : Voltigeur et Tirailleur.

## Conception
Les deux unités ont été dessinées d'après la classe Spahi précédente. La machinerie est mixte : un moteur à triple expansion pour la croisière économique et deux moteurs à turbines pour obtenir une vitesse supplémentaire (moteur Rateau pour le Voltigeur et moteur Breguet pour le Tirailleur). Quatre chaudières alimentent la machinerie (chaudière Normand pour le Voltigeur et chaudière Du Temple pour le Tirailleur).

## Les unités de la classe
- Le Voltigeur : (marque de coque V)
  - Chantier : Ateliers et chantiers de Bretagne à Nantes
  - Lancement : 23 mars 1909
  - Armement : avril 1910
  - Fin de carrière : rayé en mai 1920
- Le Tirailleur :(marque de coque T)
  - Chantier : Forges et chantiers de la Gironde à Bordeaux
  - Lancement : 27 novembre 1908
  - Armement : juillet 1910
  - Fin de carrière : rayé en juillet 1921, démoli à Toulon en 1922.

## Sources
- (en) Cet article est partiellement ou en totalité issu de l’article de Wikipédia en anglais intitulé « Voltigeur class destroyer » (voir la liste des auteurs).